# Merskumspibe
 For alternative betydninger, se Pibe.
En merskumspibe har en rygedel der udgøres af merskum. Merskum (eller Seafoam, Ecume de mer, Meerschaum), er hvidlig sepiolit som ved forarbejding koges med voks eller spermacet, hvorved det får en elfenbensagtig glans og kan "tilryges".
Affaldet og mindre god merskum males til pulver og koges – ofte med pibeler og alun. Dejen kan formes og presses og behandles som andet merskum. Det sælges under navnet Massa og er hårdere og tungere end ægte merskum og har et mere ensartet udseende. Ægte merskum har næsten altid skyformede eller årede tegninger på overfladen.
Forarbejdning af merskum har tidligere fundet sted i bl.a. Wien, men siden Tyrkiet i 1970 forbød eksport af merskum foregår næsten al forarbejdning i Tyrkiet.
Hovedfabrikationsstedet for Massa var tidligere Ruhla i Thüringer Wald og Wien, også her er produktionen gået til Tyrkiet.
Det meste merskum kommer fra Lilleasien især fra flodaflejringerne på sletten omkring Byen Eskişehir i Tyrkiet, mellem Istanbul og Ankara, hvor det er opstået ved omdannelse af Magnesiumkarbonat i de omliggende fjeldes Serpentinbjergarter.
Det forekommer endvidere i Marokko, ved Vallecas i Spanien, Theben i Grækenland, Hrubschitz i Mähren. Overalt er det formentlig opstået fra Serpentinbjergarter.
Merskum anvendes også til fremstilling af cigaretrør. Ved Vallecas forekommer det i sådanne mængder at det har været benyttet som bygningssten. I Algeriet anvendes en blød variant i stedet for sæbe ved mudderbade samt tøjvask.